# Vaterländischer Unterricht
Als Vaterländischer Unterricht wurde während des Ersten Weltkrieges die propagandistische Beeinflussung sowohl der deutschen Soldaten als auch der „Heimatfront“ im Sinne der Auffassungen und Ziele der Obersten Heeresleitung (OHL) bezeichnet. Dabei ging es in erster Linie darum, den Durchhaltewillen angesichts der immer schwieriger werdenden militärischen und wirtschaftlichen Lage ab 1916 zu stärken.

## Einführung bei der Truppe
Am 29. Juli 1917 erließ der Chef des Generalstabs Generalfeldmarschall Paul von Hindenburg Leitsätze für die Aufklärungsarbeit unter den Truppen. Diese regelten sowohl die inhaltliche als auch die organisatorische Seite dieses Unterrichtes. Der Begriff selbst wurde erst im September 1917 offiziell eingeführt.
Durchgeführt wurden diese Propagandaveranstaltungen durch sogenannte Aufklärungsoffiziere, unter Aufsicht der jeweiligen militärischen Kommandobehörden. Die Aufklärungsoffiziere hielten Vorträge und führten Filme vor. Dabei wurden die Soldaten über die Ursachen und die Notwendigkeit einer Weiterführung des Krieges, wie die OHL es sah, belehrt.

## Einführung im Heimatgebiet
Schon recht bald wurden diese Veranstaltungen auch auf das Heimatgebiet ausgedehnt. Wegen dieses Eingriffs in die Innenpolitik sowie der Haltung der OHL zu einer Annexionspolitik, wie sie die Deutsche Vaterlandspartei befürwortete, wurde diese Maßnahme von den Parteien des Interfraktionellen Ausschusses (Zentrum, Fortschrittliche Volkspartei und SPD) heftig kritisiert.

### In der Schule
In den Schulen firmierte Vaterländischer Unterricht unter der Bezeichnung Kriegsstunden. Sie wurden von Beginn des Ersten Weltkrieges hauptsächlich an Gymnasien erteilt. Sie dienten der staatsbürgerlichen Erziehung und galten als nationale Unterweisung. Kriegsstunden hoben sich als Ausnahmestunden vom Schulalltag ab und sollten den Schülern die Ausnahmesituation näher verdeutlichen, in der sich Deutschland durch den Kriegszustand befand.
Beispielsweise hatte eine Kriegsstunde an einem Gymnasium in Ulm folgenden Ablauf:
Jeden Samstag versammelten sich die Schüler aller Klassen in der letzten Stunde im Festsaal der Schule. Die Stunden, die jeweils unter der Leitung des Direktors standen, begann mit einem „vaterländischen Gesang“, den ein Lehrer auf dem Klavier begleitete. Angestimmt wurden dabei das Deutschlandlied oder O Deutschland hoch in Ehren sowie Die Wacht am Rhein. Danach verlasen Schüler „Wochenberichte“ zu den neusten Ereignisse auf den Kriegsschauplätzen und erklärten in kurzen Vorträgen auf großen Karten die aktuelle militärische Lage. Es gab auch Berichte über Einzelheldentaten von Soldaten im Felde, ihre Standhaftigkeit und die Opferfreudigkeit der Bevölkerung. Des Weiteren hielten ehemalige Schüler, Lehrer oder Gäste Vorträge ihrer Erfahrungen an der Front. Soweit es gefallene Schüler oder Lehrer gab, verlas der Schulleiter einen Nachruf und es wurde das Lied „Morgenrot, Morgenrot“ gesungen. Innerhalb der Kriegsstunde ging ein Spendenkästchen um, damit die Schüler dem Vaterland einen Dienst „erweisen“ konnten. Abgeschlossen wurde die Kriegsstunde mit einem patriotischen Lied.

## Wirkung und Ende
Der Vaterländische Unterricht hatte offensichtlich keine weitreichende Wirkung im Sinne der erwünschten Ziele entfalten können. Die allgemeine Kriegsmüdigkeit und die gesellschaftspolitische Spaltung in den späten Kriegsjahren waren wohl zu stark, als dass noch nennenswerte Propagandaerfolge hätten erzielt werden können.
Ende Oktober wurde der Unterricht aufgegeben, als erstmals ein Pressechef beim Reichskanzler eingesetzt wurde und damit die mediale Arbeit der OHL endete.